# Franc Derganc (1877–1939)
Franc Derganc, slovenski zdravnik in organizator kirurške dejavnosti, * 26. februar 1877, Semič, † 30. junij 1939, Ljubljana.

## Življenje in delo
Po končani gimnaziji v Ljubljani je leta 1903 diplomiral na dunajski medicinski fakulteti. Iz kirurgije se je izpopolnjeval na klinikah na Danskem, v Nemčiji, Franciji in Švici. Od 1910 je vodil 2. septični oddelek, od 1911 pa 1. kirurški oddelek ljubljanske bolnišnice. Leta 1922 je združil oba oddelka in ju vodil do smrti. Bil je pobudnik in v 1. letu izhajanja (1929) tudi urednik revije Zdravniški vestnik. Najpomembnejša naloga revije je bil boj za popolno Medicinsko fakulteto v Ljubljani in za slovensko zdravstveno terminologijo. Skupaj z ženo Hedo Derganc je zgradil in ustanovil zasebno bolnišnico v Ljubljani z imenom Sanatorij Emona. V Sanatoriju Emona so med 2. svetovno vojno zdravili prve ranjene partizane.
Derganc je že kot dijak (v dijaškem listu Vesna, prve 1892) pa tudi kasneje objavljal pesmi. Leta 1901 je na Dunaju skupaj z N. Zupaničem izdajal kulturno-politično revijo Jug. Kasneje se je posvečal tudi filozofiji in se zavzemal za to, da naj bo njeno težišče v praktični etiki. V reviji Popotnik je 1920 objavil gradivo za filozofski slovar. Napisal je tudi filozofsko knjigo, z naslovom Svetozor.